# Berberis racemosa
Berberis racemosa är en berberisväxtart som först beskrevs av A. R. Molina, och fick sitt nu gällande namn av J. S. Marroquin och J. E. Laferriere. Berberis racemosa ingår i släktet berberisar, och familjen berberisväxter. Inga underarter finns listade i Catalogue of Life.